# Arvid Fagrell
Arvid Fagrell (ur. 10 sierpnia 1888 w Ulricehamn, zm. 6 grudnia 1932 w Göteborgu) – szwedzki piłkarz, reprezentant kraju grający na pozycji napastnika.

## Kariera klubowa
Podczas swojej kariery piłkarskiej Arvid Fagrell występował w IFK Göteborg. Z IFK dwukrotnie zdobył mistrzostwo Szwecji w 1908 i 1910.

## Kariera reprezentacyjna
W reprezentacji Szwecji Fagrell zadebiutował 23 października 1908 w przegranym 0-2 meczu o brązowy medal z Holandią na Igrzyskach Olimpijskich w Londynie. Drugi i ostatni raz w reprezentacji Fagrell wystąpił 16 czerwca 1912 w wygranym 2-1 towarzyskim spotkaniu z Norwegią.
| Mecze i gole w reprezentacji | Mecze i gole w reprezentacji | Mecze i gole w reprezentacji | Mecze i gole w reprezentacji | Mecze i gole w reprezentacji | Mecze i gole w reprezentacji | Mecze i gole w reprezentacji |
| #                            | Data                         | Miasto                       | Przeciwnik                   | Gol                          | Wynik                        |                              |
| ---------------------------- | ---------------------------- | ---------------------------- | ---------------------------- | ---------------------------- | ---------------------------- | ---------------------------- |
| 1.                           | 23.10.1908                   | Londyn                       | Holandia                     |                              | 0:2                          | Igrzyska Olimpijskie         |
| 2.                           | 16.06.1912                   | Kristiania                   | Norwegia                     |                              | 2:1                          | towarzyski                   |